# Бьонди, Жан
Жан Домини́к Бьонди́ (фр. Jean Dominique Biondi; 9 мая 1900 — 10 ноября 1950) — французский политик.

## Биография
Окончил коллеж в Аяччо на Корсике, затем Парижский университет. Преподавал в парижском лицее Кондорсе, состоял во Французской секции Рабочего интернационала (SFIO), в 1930 году стал активистом отделения в городе Крей. В феврале 1936 года стал мэром этого города и членом Палаты депутатов Франции. 
10 июля 1940 года стал одним из 80 депутатов, голосовавших против предоставления чрезвычайных полномочий главы государства маршалу Петену после капитуляции страны в кампании 1940 года. Эти полномочия позволили тому установить коллаборационистское государство. В апреле 1941 года лишился мандата мэра Крея и примкнул к движению Сопротивления. Принял участие в формировании Социалистического комитета действия, занимался печатью листовок и журнала «Социализм и свобода» (Socialisme et Liberté). 12 сентября 1942 года ненадолго арестован, в марте 1943 года ушёл в подполье, состоял в подпольных сетях «Свобода» (réseau Liberté) и «Брут» (Réseau Brutus), занимался организацией подпольных структур сопротивления в департаментах Северо-западной Франции. Вновь был арестован, содержался в тюрьме Френа, затем в Компьене. С 9 апреля по 24 июля 1944 года находился в Маутхаузене, затем в лагере города Эбензе. 25 мая 1945 года вернулся во Францию и вновь стал мэром Крея.
С 21 октября 1945 по 10 июня 1946 года состоял в социалистической фракции Учредительного собрания первого созыва, где представлял департамент Уаза, остался депутатом второго созыва до 27 ноября 1946 года.
10 ноября 1946 года избран депутатом Национального собрания Франции первого созыва.
В декабре 1946 — январе 1947 года занимал должность младшего статс-секретаря Министерства внутренних дел во временном правительстве Леона Блюма. С ноября 1947 по февраль 1950 года являлся госсекретарём государственной службы и административной реформы в нескольких правительствах.
10 ноября 1950 года погиб в дорожной аварии.